# Sbt
sbt — інструмент складання з відкритим кодом для проектів мовами програмування Scala і Java, подібний до Maven чи Gradle.
Основними властивостями є:
- вбудована підтримка компілювання мови Скала та інтеграція з багатьма інструментами тестування для Scala
- опис складання написаний на Scala з використаннями DSL
- Керування залежностями за допомогою Ivy (який підтримує репозитарії у форматі Maven)

sbt є де-факто стандартним інструментом складання у спільноті Scala.